# Хрусьцеле (Вармінсько-Мазурське воєводство)
Хрусьцеле (пол. Chruściele, нім. Kreuzfeld) — село в Польщі, у гміні Елк Елцького повіту Вармінсько-Мазурського воєводства.
Населення — 296 осіб (2011).
У 1975-1998 роках село належало до Сувальського воєводства.

## Демографія
Демографічна структура станом на 31 березня 2011 року:
|          | Загалом | Допрацездатний вік | Працездатний вік | Постпрацездатний вік |
| -------- | ------- | ------------------ | ---------------- | -------------------- |
| Чоловіки | 146     | 28                 | 117              | 1                    |
| Жінки    | 150     | 38                 | 97               | 15                   |
| Разом    | 296     | 66                 | 214              | 16                   |